# Klasztor bernardynek na Pradze
Klasztor bernardynek na Pradze – klasztor bernardynek, który znajdował się na terenie dzisiejszego parku Praskiego na warszawskiej Pradze. Zniszczony w 1794 roku.

## Historia
W roku 1655 na Pradze, w części nazywanej Praszką, zamieszkały sprowadzone z warszawskiego klasztoru zakonnice. Pierwsze zabudowania klasztorne uległy zniszczeniu w czasie potopu szwedzkiego w roku 1656 i dopiero w 1675 wzniesiono tu nowy klasztor z małym kościołem. Budynki zbudowane zostały z drewna, a przykryte dachówką dopiero w 1754 roku. Budynki te zostały spalone w czasie Rzezi Pragi w 1794 roku i już ich nie odbudowano. W roku 1807 większość zabudowy historycznej Pragi uległa rozbiórce pod budowę napoleońskich umocnień praskiego przedmościa – ołtarze trafiły do kościoła w Grodzisku, a zakonnice przeniosły się na Marywil do sióstr kanoniczek, a stamtąd częściowo do Łowicza, a częściowo do Warszawy.
Nazewniczym śladem obecności sióstr bernardynek na Pradze jest ul. Panieńska.